# Chilkana Sultanpur
Chilkana Sultanpur es un pueblo y nagar Panchayat situado en el distrito de Saharanpur en el estado de Uttar Pradesh (India). Su población es de 19501 habitantes (2011). 

## Demografía
Según el censo de 2011 la población de Chilkana Sultanpur era de 19501 habitantes, de los cuales 10395 eran hombres y 9106 eran mujeres. Chilkana Sultanpur tiene una tasa media de alfabetización del 66,94%, inferior a la media estatal del 67,68%: la alfabetización masculina es del 72,50%, y la alfabetización femenina del 60,60%.